# Микитка Тарас Остапович
Тарас Остапович Микитка — диригент; професор Донецької державної консерваторії ім. С.Прокоф'єва, Народний артист України (1990).
Народився 20 березня 1939 у м. Стрию Львівської області.
Закінчив Львівську консерваторію у 1963 р. (у класі М. Колесси).
З 1971 р. — диригент, з 1975 р. по 1995 р. — головний диригент Донецького театру опери та балету.
З 1987 р. — викладач, з 1995 р. — професор Донецького музично-педагогічного інституту (з 1991 р. — Донецька консерваторія).
Від 2014 — професор Львівської музичної академії.

## Джерело
- Микитка Тарас Остапович [Архівовано 7 червня 2020 у Wayback Machine.] esu.com.ua
- «Сільська честь» зазвучить по-ювілейному. 2019 [Архівовано 7 червня 2020 у Wayback Machine.] opera.lviv.ua
- Микитка Тарас Остапович [Архівовано 7 червня 2020 у Wayback Machine.] masters.donntu.org
- Микитка